# Giovanni Marchi
Giovanni Marchi (Cetona, 21 dicembre 1889 – Santiago del Cile, 9 gennaio 1939) è stato un politico, giornalista e diplomatico italiano.

## Biografia
Figlio di un impiegato postale, si laureò in scienze agrarie e, favorevole all'ingresso dell'Italia in guerra, nel 1915 si arruolò. Fu congedato nel 1918 con il grado di tenente e ricevette una medaglia d'oro al valor militare.
Fu membro della Massoneria.
Iscritto al Gruppo Liberale Democratico, il 21 dicembre 1921 fu eletto alla deputato nella XXVI legislatura per il collegio di Siena-Arezzo-Grosseto, in seguito all'annullamento dell'elezione di Arturo Luzzatto. Dal 31 ottobre 1922 al 2 luglio 1924 fu sottosegretario al Ministero delle colonie del governo Mussolini. Nel 1924 venne nuovamente eletto per la circoscrizione Toscana nella XXVII legislatura.
Dal 1923 al 1928 fu anche presidente del consiglio provinciale di Siena, presidente dell'ANC (Associazione nazionale combattenti) d'Arezzo, direttore de "Il Progresso" di Bologna e de "Il Nuovo Giornale" di Firenze. Si dedicò quindi alla diplomazia, prima inviato straordinario a Berna dal 1929 al 1935, in seguito ambasciatore a Santiago del Cile.
Morì a Santiago nel gennaio 1939 a 50 anni.

## Il fondo Marchi
All'Archivio provinciale di Bolzano si trova il fondo archivistico (“Lascito Giovanni Marchi”), versato dalla storica ed etnologa Martina Steiner nell’autunno del 2001. Rappresenta, con lettere (anche indirizzate a Luigi Federzoni e Benito Mussolini) e fotografie, le attività svolte da Marchi quando era Sottosegretario alle colonie dal 1922 al 1924.